# Sean Porter
Sean Porter est un directeur de la photographie américain.   

## Biographie
Sean Porter grandit à Gig Harbor, Washington. Il est diplômé de l'Université de Washington en 2004.  
Il travaille sur des films tels que It Felt Like Love, Kumiko, the Treasure Hunter et Green Room. 
En 2014, le Filmmaker Magazine le liste parmi les « Vingt-cinq nouveaux visages du cinéma indépendant », l'IndieWire dans sa liste des « directeurs de la photographie à surveiller » et le magazine Complex l'inscrit dans Underrated Cinematographers Poised to Make It Big in 2015.  
En 2015, il figure sur la liste des « Dix directeurs de la photographie à surveiller » du magazine Variety.

## Filmographie
- 2009 : Sweet Crude
- 2010 : Bass Ackwards
- 2012 : Eden
- 2012 : Grassroots
- 2013 : It Felt Like Love
- 2014 : Kumiko, the Treasure Hunter
- 2015 : Green Room
- 2016 : Le Casse
- 2016 : 20th Century Women
- 2017 : Pire Soirée
- 2018 : Green Book : Sur les routes du Sud de Peter Farrelly
- 2022 : The Greatest Beer Run Ever de Peter Farrelly
- 2024 : Skeleton Crew (série TV)

## Récompenses
- 2014 : Tallgrass Film Festival : Cinématographie exceptionnelle pour Kumiko, le chasseur de trésors[8].